# Siriporn Ampaipong
Siriporn Ampaipong (tiếng Thái Lan: ศิริพร อำไพพงษ์, sinh ngày 7 tháng 12 năm 1964) là một nữ ca sĩ người Thái Lan.

## Đầu đời
Siriporn Ampaipong sinh ra trong một gia đình ca sĩ mor lam ở tỉnh Udon Thani. Hầu hết các bài hát của cô là những bản ballad tình cảm. Cô đã phát hành tám album thành công từ năm 2001 đến 2004 và được coi là một trong những ca sĩ nhạc dân gian nổi tiếng nhất Thái Lan.

## Danh sách đĩa nhạc

### Album
- Parinya Jai (ปริญญาใจ)
- Soo Puea Nong Dai Mai (สู้เพื่อน้องได้ไหม)
- Raeng Jai Rai Wan (แรงใจรายวัน)
- Puea Mae Pae Bo Dai (เพื่อแม่แพ้บ่ได้)
- Song Khon Bon Tang Jai (สองคนบนทางใจ)
- Phae Jai Khon Dee (แพ้ใจคนดี)
- Aok Hak Pro Hak Ai (อกหักเพราะฮักอ้าย)
- Karuna Ya Pluean Jai (กรุณาอย่าเผลอใจ)
- Tua Jing Pra Jam Jai (ตัวจริงประจำใจ)
- Phoo Pae Kae Kho Ber (ผู้แพ้แค่ขอเบอร์)
- Yan Boe Me Chard Na (ย่านบ่มีชาติหน้า)
- Jaew Bong Nai Klong Com (แจ่วบ่องในกล่องคอมพ์)
- Khoe Tham Puea Ai (ขอทำเพื่ออ้าย)
- Sa Tree Mai Lek Nueng (สตรีหมายเลขหนึ่ง)
- Hua Na Kang Sao Suea Dam (หัวหน้าแก๊งสาวเสื้อดำ)
- Parinya Jep (ปริญญาเจ็บ)
- Khon Chai Kied Cha (คนใช่เกิดช้า)
- Phoo Ying Lai Mue (ผู้หญิงหลายมือ)